# 齋藤英美
齋藤 英美（さいとう ひでみ、1933年（昭和8年）3月7日 - 2008年（平成20年））は、日本の電子オルガン奏者。エレクトーン奏者、作曲家。徳島文理大学名誉教授。上海音楽学院特別顧問教授。
同志社大学卒業。京都市立芸術大学音楽学部卒業。京都府京都市出身。

## 生涯
京都府京都市出身。同志社大学を卒業後、京都市立芸術大学音楽学部音楽学科作曲専攻に進学し卒業。
1957年（昭和32年）にプロデビューする。世界44ヵ国での演奏活動、伝統芸能・民族楽器との共演など、日本の電子オルガン奏者の第一人者として国内外で活動していた。徳島文理大学音楽学部で教授を務めたほか、中国・北京の上海音楽学院で特別顧問教授も務めた。
またこれまでに全国音楽療法士養成協力議会審査会委員・音楽療法音楽教育充実向上委員会委員・全日本電子楽器教育研究会委員などを歴任。
2008年（平成20年）、徳島文理大学音楽学部在職中に死去。2009年（平成21年）2月22日には同大学むらさきホールにて「齋藤英美先生 追悼コンサート」が行われた。

## 参加作品
- 幻想組曲・耶馬台国 (趙国良, 滝本恭史, 斉藤仁宏, 三橋貴風, 1989年6月5日, 日本クラウン)
- 赤とんぼ100% (1995年10月21日, BMGビクター)

## 作曲作品
- アイヌ伝説による合唱組曲 摩周湖の雨 (1969年出版, 作詞：市川祐三, SATB, pf, 音楽之友社)
  - アトニカの月
  - 網走
  - 摩周湖の雨
- HTBソング（1968年、作詞：橋本潔 北海道テレビ放送イメージソング）[4]